# 52 TCN
Năm 52 TCN là một năm trong lịch Julius. 